# Шатджрек
Шатджрек (вірм. Շատջրեք) — село в марзі Гегаркунік, на сході Вірменії. Село розташоване за 7 км на південний схід від міста Варденіс та за 3 км на південь від траси Варденіс — Карвачар — Мартакерт та залізниці Єреван — Раздан — Сотк.